# Incarnate
Incarnate (en español: Encarnado) es el séptimo álbum de estudio de la banda estadounidense Killswitch Engage. Fue publicado el 11 de marzo de 2016 a través del sello Roadrunner Records. El 10 de diciembre de 2015, la banda estrenó «Strength of the Mind» como el primer sencillo desprendido del álbum. Seis días más tarde, el título del disco fue revelado y el 26 de enero de 2016, la lista de canciones también fue revelada. 

## Letras y grabación
Escribir este álbum resultó ser largo y molesto, pues Adam Dutkiewicz comentó que el cantante Jesse Leach había "golpeado una pared con ideas" durante el proceso de composición después de completar tres o cuatro temas del disco, añadiendo que, "Jesse no pudo encontrar las letras que realmente estaba trabajando". Además, Leach, declaró que estaba "en un punto en dónde el disco lo estaba volviendo loco", además, dijo: "Hubo un par de semanas en donde no era yo mismo. Me perdí en el proceso porque quería que este disco fuera todo lo que yo quería. Perdía el sueño, y me despertaba en medio de la noche a escribir páginas y páginas y páginas de letras. Por el momento todo estaba dicho y hecho, probablemente tenía unas 80 páginas de letras. Sólo quería dar todo lo que podía, vocal y líricamente."

## Portada y título del álbum
Leach,  al ser interrogado sobre el significado del título e ilustraciones de la portada del álbum, declaró: "El título no fue un catalizador para el registro. En realidad, se produjo cuando estábamos cerca de tres cuartas partes del camino hecho con el disco. Nuestro bajista, Mike D'Antonio, que hace todas las portadas, el diseño, camisetas y demás, se le ocurrió el título de la nada. Actualmente yo le envié una idea que tuve para la portada del disco, la cual... salió de una pesadilla y tuve un sueño donde un hombre estaba siendo apartado por dos serpientes y dos grúas, y su interior como qué, bueno, se salía, lo cual es muy gráfico y no es realmente nuestro estilo de Killswitch, pero la imagen que usamos fue transformada por otro artista. Entonces él dijo que la estaba mirando y la palabra "Encarnado" se le vino a la mente. Y yo pensé "¡Qué gran palabra! Suena bien, es lo suficientemente ambigua donde la gente puede sacar sus propias conclusiones, y la definición es 'en la carne', lo que es como otra definición ambigua. Me encanta que la palabra suene épica y cause conversación."

## Recepción

### Crítica
La recepción crítica para el álbum fue generalmente positiva después de la publicación. El sitio web Metacritic, que asigna una calificación normalizada máxima de 100 a reseñas, recibió una puntuación promedio de 78 basada en opiniones de cinco críticos profesionales. Thom Jurek para AllMusic menciona que “Incarnate mejora en la creatividad e inquietud ofrecida en Disarm the Descent. Hay mucha más ambición, confianza y sobre todo, pasión”.
Dom Lawson de The Guardian destacó las influencias del metal ochentero en la canción «Until the Day I Die», en específico “su coro digno de estadios”, además de mencionar aspectos positivos de la interpretación vocal de Leach, llamándolo “la estrella del show”.

### Comercial
El álbum debutó en el puesto N°6 en el Billboard 200 y número uno en la lista de Top Rock y Hard Rock. Según registros de Nielsen, Incarnate tuvo 33.000 copias vendidas en su primera semana de lanzamiento.

## Lista de canciones
| N.º   | Título                           | Duración |  |
| 1.    | «Alone I Stand»                  | 4:30     |  |
| 2.    | «Hate by Design»                 | 3:47     |  |
| 3.    | «Cut Me Loose»                   | 3:02     |  |
| 4.    | «Strength of the Mind»           | 3:48     |  |
| 5.    | «Just Let Go»                    | 3:04     |  |
| 6.    | «Embrace the Journey...Upraised» | 5:26     |  |
| 7.    | «Quiet Distress»                 | 3:47     |  |
| 8.    | «Until the Day»                  | 2:56     |  |
| 9.    | «It Falls on Me»                 | 3:46     |  |
| 10.   | «The Great Deceit»               | 3:08     |  |
| 11.   | «We Carry On»                    | 3:24     |  |
| 12.   | «Ascension»                      | 3:14     |  |
| 43:52 |                                  |          |  |

| La edición especial incluye los temas:
| duración_total = 53:13
| title13  = Reignite
| length13 = 2:59
| title14  = Triumph Through Tragedy
| length14 = 2:40
| title14  = Loyalty
| length14 = 3:51}}

## Créditos y personal
Killswitch Engage
- Jesse Leach - vocales
- Adam Dutkiewicz - guitarra líder, segunda voz
- Joel Stroetzel - guitarra rítmica, vocales de apoyo
- Mike D'Antonio - bajista
- Justin Foley - batería